# 安琪拉·卡里尼
安琪拉·卡里尼（義大利語：Angela Carini，1998年10月6日—）是一名義大利女子拳擊運動員。

## 職業生涯
卡里尼在2019年世界女子拳擊錦標賽中贏得銀牌。她參加了2020年夏季奧林匹克運動會女子次中量級拳擊比賽。她是Fiamme Oro的運動員。

### 2024年奧運
卡里尼參加了2024年夏季奧林匹克運動會。她的對手是伊曼·哈利夫，這場比賽在拳擊界引起了激烈的討論。在比賽中，卡里尼遭到重擊後，示意要檢查她的頭套，最後在46秒後退出比賽，理由是在遭到強力一擊後與哈利夫競爭並不公平。卡里尼的教練稍後表示擔心她的安全，並強調國際奧林匹克委員會（IOC）決定允許哈利夫參賽的爭議。然而，IOC為他們允許兩位拳擊手參賽的決定辯護，並批評國際拳擊協會（IBA）的行動「突然且武斷」。
事後，卡里尼對風波表達難過之意、並向哈利夫道歉，希望下次能擁抱哈利夫。國際拳擊協會同時比照奧運金牌規格，擬頒發卡里尼的隊伍共十萬美元。但義大利拳擊協會拒絕接受國際拳擊協會的獎金。

## 外部連結
- 安吉拉·卡里尼在BoxRec（英语）
- 安吉拉·卡里尼在Olympics.com（英语）
- 安吉拉·卡里尼在Olympedia（英语）
- 安吉拉·卡里尼在Flashscore（英语）